# 相沢博
相沢 博（あいざわ ひろし、1909年（明治42年）8月4日 - 1992年（平成4年）12月7日）は、ドイツ文学・比較文学者。
宮城県生まれ。1933年東京帝国大学独文科卒。同大学院を経て、戦後東京大学教養学部教授、1970年定年退官、青山学院大学教授。1980年退職。専門はドイツ伝承文学。

## 著書

### 単著
- 『メルヘンの世界』講談社〈講談社現代新書 172〉、1968年12月。ISBN 9784061155725。
- 『メルヘンの面白さ 分類グリム童話の鑑賞』中央大学出版部〈UL双書 19〉、1973年2月。
- 『アルテンベルク物語』赤坂三好絵、講談社〈児童文学創作シリーズ〉、1982年4月。ISBN 9784061190528。
- 『グリムの笑い話 大人のメルヘン』NTT出版、1991年5月。ISBN 9784871881166。

### 翻訳
- アグネス・ザッパー『愛の家族』講談社、1980年11月。

### 共訳
- グレッセ編 著、相沢博・永野藤夫 訳『ドイツの怪奇民話』評論社〈世界の怪奇民話 2〉、1982年6月。ISBN 9784566055513。

## 参考
- 「メルヘンの世界」著者紹介
- 相沢博先生のこと 江村洋「比較文學研究」1970-07